# Sangvor
Sangvor – miejscowość i dżamoat w Tadżykistanie, w dystrykcie Tavildara, położonym w Rejonach Administrowanych Centralnie. Populacja jamoatu wynosi 4119 osób.